# Kryptonim: Klan na drzewie
Kryptonim: Klan Na Drzewie (ang. Codename: Kids Next Door, w skrócie KND) – amerykański serial animowany.
Serial emitowany na kanale Cartoon Network, w wersji oryginalnej (angielskiej) od 6 grudnia 2002 roku. Twórcą serii jest Tom Warburton.
W Polsce serial po raz pierwszy wyemitowano na Cartoon Network 29 września 2003 roku.

## Fabuła
Agenci KND służą w tajnej organizacji walczącej o wyzwolenie dzieckości. Piątka agentów (numery od 1 do 5) jest głównymi bohaterami kreskówki, inni (np. 362, 86) pojawiają się dosyć często, zazwyczaj odgrywając kluczową rolę w rozwoju fabuły. Jeszcze inni (między innymi numer 274) zdradzają KND w miarę rozwoju akcji i „robią karierę” jako wrogowie. Ogromna większość agentów w serialu pełni rolę statystów. Główni bohaterowie serialu prawdopodobnie mają około 10 lat.

## Wersja polska
Opracowanie wersji polskiej: Start International Polska

Reżyseria:
- Elżbieta Kopocińska-Bednarek (odc. 1-26, 48-51, 53, 61, 66, 70, 73),
- Paweł Galia (odc. 27-39)

Dialogi polskie:
- Agnieszka Zwolińska (odc. 1-4),
- Katarzyna Wojsz (odc. 5-6, 12-13),
- Anna Niedźwiecka (odc. 9-11, 14-26, 31-38, 51, 53, 61, 66, 70, 73),
- Tomasz Robaczewski (odc. 27-30, 39, 48-50)

Dźwięk i montaż:
- Jerzy Wierciński (odc. 1-4, 27-34, 73),
- Hanna Makowska (odc. 5-26, 35-39, 61, 70),
- Sławomir Czwórnóg (odc. 48-50),
- Janusz Tokarzewski (odc. 51, 53, 66)

Kierownictwo produkcji:
- Elżbieta Araszkiewicz(inne języki) (odc. 1-26),
- Paweł Araszkiewicz (odc. 27-39, 48-51, 53),
- Dorota Nyczek (odc. 61, 66, 70, 73)

Udział wzięli:
- Jacek Bończyk – Numer 1
- Jacek Braciak –
  - Numer 2 (do odc. 68),
  - Mistrz mnichów zbijaka (Z.B.I.J.A.K.)
- Jolanta Wilk – Numer 3
- Tomasz Bednarek –
  - Numer 4,
  - Numer 84,
  - Heinrich (seria czwarta, piąta i szósta),
  - Niecny Chuligan Z Drugiej Strony Placu #1 (A.N.G.L.I.A.),
  - Brad Siekana Wołowina (N.A.U.K.A., K.S.I.Ę.Ż.Y.C.),
  - Numer 80 (N.A.U.K.A.),
  - Numer 65,3 (D.Z.I.E.W.C.Z.Y.N.A.)
- Brygida Turowska – Numer 5
- Lucyna Malec – Numer 86 (seria druga)
- Paweł Iwanicki –
  - Numer 93,
  - Numer 274 (seria pierwsza i niektóre odcinki serii drugiej),
  - Marcin (P.U.N.K.T.),
  - Numer 35 (I.M.P.R.E.Z.A. (1)),
  - Shirley Uno – Numer 1600 (B.I.A.Ł.Y.-D.O.M.)
- Leszek Zduń –
  - Numer 92,
  - Numer 30C (A.R.K.T.Y.K.A.),
  - Numer 93 (seria druga),
  - Numer 142,
  - Dzieciak (seria druga),
  - Numer XIX wiek,
  - Bileter (K.I.N.O.),
  - As przestworzy (H.O.T.-D.O.G.),
  - Stefek (K.L.A.P.S.E.N.S.T.E.I.N.),
  - Numer 20-20,
  - Lenny,
  - Wątróbka,
  - Numer 71.56,
  - Maurycy (M.A.U.R.Y.C.Y.),
  - Simi (W.Y.B.O.R.Y.),
  - Sylwek (T.A.T.U.Ś.),
  - Interesujący Bliźniak z Dalekiego Pogórza (R.E.K.R.U.T.),
  - Angielski Numer 1 (A.N.G.L.I.A.),
  - Wódz – Koloruje Złamaną Kredką (W.I.A.D.O.M.O.Ś.Ć.),
  - Numer 20000 (M.O.S.T.),
  - Dyżurny z Patrolu dyżurnych #3 (Z.B.R.O.D.N.I.A. (2)),
  - Numer 42 (A.M.I.S.Z.),
  - Numer 13 (N.A.U.K.A.)
- Elżbieta Bednarek –
  - Głos komputera,
  - Numer 362 (Z.B.I.E.G.),
  - Interesująca Bliźniaczka z Dalekiego Pogórza (P.O.D.R.Ó.Ż., R.E.K.R.U.T.),
  - Mama Numeru 4 (Z.B.I.J.A.K., B.R.Z.D.Ę.K., K.S.I.Ę.Ż.Y.C.),
  - Izka (B.R.E.L.O.K.),
  - Śnieżny Anioł (R.Ó.Z.G.A.),
  - Dorosła Numer 3 (B.I.A.Ł.Y.-D.O.M.),
  - Profesor Tulcia (P.L.A.N.E.T.A.),
  - Agentka z Francji (N.A.U.K.A.),
  - Mama Numeru 2 i Tomusia,
  - Mama Numer 5 i Cree (C.Z.E.K.O.L.A.D.A.)
- Krystyna Kozanecka – Izka
- Cezary Kwieciński –
  - Kenny (Kenny i Szympek: Niebezpieczne choroby),
  - Chester (R.E.K.I.N.),
  - Żywe Wąsy (W.Ą.S.),
  - Majciochy (A.L.A.R.M.),
  - Czarek (seria trzecia),
  - Toaletor (C.I.S.Z.A.),
  - Lodziarz #1 (S.M.A.K.),
  - Numer 60,
  - Ojciec Kuki,
  - Pan Mongo,
  - Jack kelner,
  - Dr McFuj,
  - Numer 35,
  - Numer 74.239,
  - Ernest,
  - Tęma 4 (S.A.T.U.R.N.),
  - Przewodniczący Jimmy (Ś.N.I.E.G.),
  - Wilson Woodrow (W.Y.B.O.R.Y., W.I.A.D.O.M.O.Ś.Ć.),
  - Numer 42,
  - Numer 977,
  - Numer 13 (B.E.R.E.K.),
  - Trevor (A.N.G.L.I.A.),
  - Kiblopysk (N.A.G.R.O.D.A.),
  - Siedzi w Kącie (W.I.A.D.O.M.O.Ś.Ć.),
  - Dyżurny z Patrolu dyżurnych #1 (Z.B.R.O.D.N.I.A. (2)),
  - Ezechiel (A.M.I.S.Z.)
- Anna Apostolakis –
  - Babcia Futruj,
  - Major Maniera (D.Z.I.A.Ł.O.),
  - Mama Ruperta (M.I.N.I.G.O.L.F.),
  - Stuknięta Kocia Mama,
  - Mama Numeru 2 i Tomusia (T.O.M.U.Ś.),
  - Pielęgniarka (P.I.E.L.U.C.H.A.),
  - Mama Nigela (S.A.F.A.R.I.),
  - Futbol Mama (M.I.S.J.A.)
- Wojciech Paszkowski –
  - Superdent,
  - Robin Chudł (O.B.I.A.D., N.A.G.R.O.D.A.),
  - Dziadek do Orzechów (R.Ó.Z.G.A.),
  - Senator Bezpieczny (B.E.Z.P.I.E.K.A.),
  - Dyrektor Kwasbraten (P.R.Z.E.R.W.A., W.I.A.D.O.M.O.Ś.Ć.),
  - Amerigo Vespinaccio (S.Z.P.I.N.A.K.)
- Jarosław Domin –
  - Pan Tur,
  - Katarator,
  - Sheldon (T.A.P.I.O.K.A.),
  - Szef Pierre,
  - Joe Bałach (R.O.P.A., K.L.A.P.S.E.N.S.T.E.I.N., Z.B.R.O.D.N.I.A. (2)),
  - Komentator Nick (M.I.S.J.A.),
  - Dyrektor Domu dla Starych Tęczowych Małp,
  - Ojciec Kuki (Z.B.R.O.D.N.I.A. (1)),
  - Al Cukier,
  - Dyżurny z Patrolu dyżurnych #2 (Z.B.R.O.D.N.I.A. (2)),
  - Generał Miś (P.L.A.N.E.T.A.)
- Jarosław Boberek –
  - Pan Mors,
  - Lodziarz #1 (L.O.D.Y.),
  - Sierżant Sensowny (D.Z.I.A.Ł.O.),
  - Kierowca ciężarówki z pianinami (P.I.A.N.I.N.O.),
  - Gas (P.O.P., P.Ł.A.T.K.I., S.Z.E.Ś.Ć.),
  - Maurice – z Obywatelskiego Klubu Seniora (T.A.P.I.O.K.A.)
  - Serowy Shogun (S.H.O.G.U.N.),
  - Pan Czyścioch (H.O.T.-D.O.G.),
  - Pan Szef (U.T.O.P.I.A.),
  - Komentator Nick (T.O.R.T. (4)),
  - Mały Juan (O.B.I.A.D.),
  - Zbijakowy Czarodziej (Z.B.I.J.A.K.),
  - Elferin (R.Ó.Z.G.A.),
  - Numer Jedna Miłość (U.R.L.O.P.),
  - Numer VO5 (T.A.T.U.Ś.),
  - Klaun Chrzestny (K.L.A.U.N.I.),
  - Czarny John Lukrecja (L.U.K.R.E.C.J.A.),
  - Król Spinacci (S.Z.P.I.N.A.K.),
  - Jeden z Kalmarów Numeru 20000 (M.O.S.T.),
  - Numer 10 przerzutek (T.R.Y.C.Y.K.L.),
  - Rysownik (Z.B.R.O.D.N.I.A. (2)),
  - Profesor Pusi-Pupek (P.L.A.N.E.T.A.),
  - Jebadajah (A.M.I.S.Z.),
  - Numer 30C (N.A.U.K.A.),
  - Agent z Francji (N.A.U.K.A.)
- Jan Kulczycki –
  - Pan Szef (seria pierwsza, piąta i szósta),
  - Pirat Klejbroda (seria czwarta),
  - Chester (O.B.Ó.Z.)
- Janusz Wituch –
  - Ojciec Numeru 4,
  - Hrabia Sklapula,
  - Doktor Zygmunt Ząbek (S.Z.C.Z.Ę.K.I.),
  - Numer 274 (seria druga),
  - Serowy Ninja (S.H.O.G.U.N.),
  - Numer Super 2 (R.A.P.O.R.T.),
  - Dzieciak (T.O.R.T. (4), P.R.Z.E.R.W.A.),
  - Żaba McGalu (K.R.A.W.A.T.),
  - Narrator (R.Ó.Z.G.A.),
  - Bobby (R.E.K.R.U.T.),
  - James B. Brud (K.A.C.Z.K.A.),
  - Komentator Jim (Chip) (B.R.Z.D.Ę.K.),
  - Komentator Nick (B.E.Z.P.I.E.K.A.),
  - Angielski Numer 4 (A.N.G.L.I.A.),
  - Przewodniczący Jajek Jajowicz (W.I.A.D.O.M.O.Ś.Ć.),
  - Wódz Kiepskoubranych (M.O.S.T.),
  - Jeden z Inspektorów Kontoli (S.Z.E.Ś.Ć.),
  - Maurycy (I.M.P.R.E.Z.A. (2)),
  - Sędzia Małpka (P.L.A.N.E.T.A.),
  - Numer 2x4 (N.A.U.K.A.)
- Anna Sroka – Cree
- Mariusz Leszczyński –
  - Pirat Klejbroda (seria pierwsza, piąta i szósta),
  - Pan B (K.A.N.A.Ł.),
  - Pan Szef (K.I.N.O., seria czwarta),
  - Święty Mikołaj (R.Ó.Z.G.A.)
- Jacek Rozenek –
  - Ojciec,
  - Kelner (I.Z.K.A.),
  - DJ (P.U.N.K.T.)
- Joanna Wizmur – Kalina Krowiasta (Z.O.O.)
- Jacek Kawalec – Rupert (M.I.N.I.G.O.L.F.)
- Izabela Dąbrowska –
  - Numer 86 (seria czwarta i piąta),
  - MegaMama,
  - Lydia Gilligan – Babcia Numeru 2 i Tomusia,
  - Szefowa z Wąsami (W.Ą.S.),
  - Mama Filipa (S.Z.A.F.A.),
  - Edna Edukacja (R.Ó.Z.G.A.),
  - Mama Numer 5 i Cree (W.I.R.U.S.)
  - Pani Thompson (K.L.A.U.N.I.),
  - Niecny Chuligan Z Drugiej Strony Placu #2 (dziewczyna) (A.N.G.L.I.A.),
  - Jedna z gangu Gumbojów (W.I.A.D.O.M.O.Ś.Ć.),
  - Numer Jedenaździesiąt (M.O.S.T.),
  - Kucharka (Z.B.R.O.D.N.I.A. (2)),
  - Walercia (B.U.D.A.),
  - Numer 202 (N.A.U.K.A.),
  - Henrietta von Marcepan (K.A.R.M.E.L.)
- Jacek Wolszczak –
  - Numer 59,
  - Numer 85,
  - Ratownik,
  - Wielki Brat (M.I.N.I.G.O.L.F.),
  - Wilard (U.M.P.A.),
  - Sprzedawca hot-dogów,
  - Heinrich (S.K.A.R.B.),
  - Numer 34,
  - Simi (K.R.Ó.L.I.K.),
  - Numer 65,3 (T.O.R.T. (4)),
  - Numer 20000 (W.I.R.U.S., E.P.I.D.E.M.I.A.),
  - Paweł (T.A.T.U.Ś.)
- Józef Mika –
  - Tomuś (seria pierwsza, druga, piąta i szósta),
  - Korepetytor (B.R.A.K.-P.R.Ą.D.U.),
  - Numer 65,3 (A.L.A.R.M., P.L.A.Ż.A.),
  - Maszynista (P.O.D.R.Ó.Ż.),
  - Numer 100 (M.A.U.R.Y.C.Y.)
- Agnieszka Kunikowska –
  - Numer 362,
  - Sonia/Numer 83,
  - Sally Sanban – wnuczka Numeru 3 (P.R.Z.Y.S.Z.Ł.O.Ś.Ć.),
  - Kasia (U.T.O.P.I.A.),
  - Mama Kuki,
  - Musia (Z.A.M.E.K.),
  - Walercia (P.I.E.S.),
  - Numer 10 (U.R.L.O.P.),
  - Angielska Numer 5 (A.N.G.L.I.A.),
  - Pani Thompson (P.R.Z.E.R.W.A., S.Z.P.I.N.A.K., B.U.D.A.),
  - Da się ciągnąć za ogonki (W.I.A.D.O.M.O.Ś.Ć.),
  - Jedna z Kiepskoubranych (M.O.S.T.),
  - Mary Bat March (S.Z.E.Ś.Ć.),
  - Anna (Z.A.M.A.C.H.),
  - Józia (K.R.Ó.L.I.K.)
- Jacek Kopczyński –
  - Król Piasek,
  - Czarek (seria piąta i szósta)
  - Numer 92 (seria druga),
  - Interesujący Bliźniak z Dalekiego Pogórza (P.O.D.R.Ó.Ż.),
  - Windsor (K.R.A.W.A.T.),
  - Jerry (Ł.O.B.U.Z.),
  - Komentator Nick (B.R.Z.D.Ę.K.),
  - Dyżurny z Patrolu dyżurnych #4 (Z.B.R.O.D.N.I.A. (2)),
  - Numer 3-2-1 (P.L.A.N.E.T.A.),
  - Numer 1-2-3 (N.A.U.K.A.)
- Paweł Szczesny –
  - Ojciec Nigela,
  - Profesor XXXL,
  - Lodziarz #2 (L.O.D.Y.),
  - Wściekły Tatuś (B.R.A.K.-P.R.Ą.D.U.),
  - Chester (S.A.F.A.R.I.),
  - Główny Bezpieczniak (B.E.Z.P.I.E.K.A.),
  - Dyrektor Śmierdziel (P.R.Z.E.R.W.A.)
- Robert Tondera –
  - Toaletor,
  - DestruktoTata,
  - Ojciec Numer 5 i Cree,
  - Moosk (K.R.A.W.A.T.),
  - Wściekły Podlotek,
  - Przewodniczący Jimmy (B.A.N.D.Y.C.I., Z.A.M.A.C.H.),
  - Dave – imperator dna kanapy (K.A.N.A.P.A.),
  - Choinkus (R.Ó.Z.G.A.),
  - Komentator Chip (B.E.Z.P.I.E.K.A.)
- Agata Gawrońska –
  - Anna (Ś.N.I.E.G.),
  - Mama Nigela (K.R.A.W.A.T.)
- Krzysztof Szczerbiński –
  - Filip (S.Z.A.F.A.),
  - Dozorca więzienia (M.I.S.J.A.),
  - Numer 65,3 (B.E.R.E.K.),
  - Porucznik Musik (S.Z.E.Ś.Ć.),
  - Pracownik Parku Tęczowych Małpek (P.L.A.N.E.T.A.)
- Łukasz Lewandowski –
  - Numer 13 (M.A.K.A.R.O.N.),
  - Numer 2 (od odc. 69)
- Beata Wyrąbkiewicz – Pacjent C (E.P.I.D.E.M.I.A.)
- Ewa Serwa –
  - Głos komputera (seria trzecia),
  - Madam Margaret (P.R.Z.Y.S.Z.Ł.O.Ś.Ć.),
  - Mama Frani (I.M.P.R.E.Z.A. (1)),
  - Pani Thompson (B.A.N.D.Y.C.I., P.I.E.S.),
  - Futbol Mama (M.A.T.A.D.O.R.)
- Zbigniew Konopka –
  - Czesław (Chester) (U.T.O.P.I.A.),
  - Pan Szef (T.R.A.T.W.A.),
  - Trener (L.I.D.E.R.),
  - Klejbroda (C.U.K.S.Y.),
  - Ojciec Numer 5 i Cree (S.Z.P.I.T.A.L.)
- Paweł Sanakiewicz – Klejbroda (T.R.A.T.W.A.)
- Monika Wierzbicka –
  - Helicielka (B.R.A.K.-P.R.Ą.D.U.)
  - Musia,
  - Numer 12,
  - Piguła Zakalec (R.O.P.A., D.O.M.)
- Ola Rojewska – Zosia Łepek
- Iwona Rulewicz – Reporterka (M.I.N.I.G.O.L.F.)
- Magdalena Krylik – Rebeka (A.M.I.S.Z.)
- Joanna Węgrzynowska – Blondwłosa dziewczyna z RGZSKA
- Ilona Kuśmierska –
  - Numer 86 (seria trzecia),
  - Pielęgniarka (S.Z.P.I.T.A.L.),
  - Mama Numeru 4 (B.R.Z.U.C.H.)
- Małgorzata Sadowska – Brunetka z RGZSKA
- Grzegorz Pawlak – Ojciec (seria czwarta)
- Wojciech Machnicki – Cuppa Joe (K.A.W.A.)
- Janusz Zadura –
  - Tomuś (seria trzecia i czwarta),
  - Numer 65.3 (L.I.D.E.R.)
- Tomasz Marzecki – Dyspozytor Towarzystwa Walki z Dziwnymi Chorobami (Kenny i Szympek: Niebezpieczne choroby)
- Jerzy Dominik – Lektor (Kenny i Szympek: Niebezpieczne choroby)
- Marek Robaczewski –
  - Superdent (K.I.N.O.),
  - Pingwin (W.Ą.S.),
  - Ojciec Wilarda (U.M.P.A.)
- Joanna Borer-Dzięgiel – Leona (F.O.N.T.A.N.N.A.)
- Włodzimierz Bednarski – Pan Przewodniczący (B.E.Z.P.I.E.K.A.)
- Jerzy Mazur
- Tomasz Kozłowicz

### Operacja: W.Y.W.I.A.D.
Opracowanie wersji polskiej: Start International Polska

Reżyseria: Paweł Galia

Dialogi polskie: Anna Niedźwiecka

Dźwięk i montaż: Hanna Makowska

Kierownictwo produkcji: Dorota Nyczek

Udział wzięli:
- Jacek Bończyk – Numer 1
- Łukasz Lewandowski – Numer 2
- Jolanta Wilk – Numer 3
- Tomasz Bednarek –
  - Numer 4,
  - Lee/Numer 84
- Brygida Turowska-Szymczak – Numer 5
- Jacek Rozenek – Ojciec
- Agnieszka Kunikowska –
  - Numer 362,
  - Sonia/Numer 83
- Anna Apostolakis –
  - Harvey/Numer 363,
  - Mama Nigela/Numer 999
- Cezary Kwieciński –
  - Numer 74.239,
  - Kiblopysk
- Mariusz Leszczyński – Pirat Klejbroda
- Robert Tondera –
  - Toaletor,
  - Komentator Chip
- Jan Kulczycki – Pan Szef
- Janusz Wituch –
  - Sklapula,
  - Komentator Nick
- Jarosław Boberek –
  - Pan Mors,
  - Serowy Shogun
- Jarosław Domin – Pan Tur
- Wojciech Paszkowski –
  - Robin Chudł
  - Superdent
- Izabela Dąbrowska –
  - Numer 86,
  - Babcia Numeru 2
- Paweł Galia – Dziennikarz przeprowadzający wywiad
- Paweł Szczesny – Tata Nigela/Numer 0
- Leszek Zduń – Przywódca Kujonów

### Operacja: Z.E.R.O.
Opracowanie wersji polskiej: Start International Polska

Reżyseria: Elżbieta Kopocińska-Bednarek

Dialogi polskie: Anna Niedźwiecka

Dźwięk i montaż: Janusz Tokarzewski

Kierownictwo produkcji: Dorota Nyczek

Udział wzięli:
- Jacek Bończyk – Numer 1
- Jacek Braciak – Numer 2
- Jolanta Wilk – Numer 3
- Tomasz Bednarek – Numer 4,
- Brygida Turowska-Szymczak – Numer 5
- Jacek Kopczyński –
  - Młody Benedykt (Ben),
  - Czarek
- Paweł Iwanicki – Młody Monty/Numer 0
- Jarosław Boberek –
  - Papcio/Dziadek,
  - Pan Mors,
- Janusz Wituch –
  - Numer 101,
  - Sklapula
- Agnieszka Kunikowska –
  - Sonia,
  - Numer 362
- Anna Apostolakis –
  - Harvey/Numer 363,
  - Babcia Futruj,
  - Stuknięta Kocia Mama
- Wojciech Paszkowski –
  - Superdent,
  - Gas
- Jan Kulczycki – Pan Szef
- Tomasz Kozłowicz – Narrator
- Izabela Dąbrowska – Frania/Numer 86
- Mariusz Leszczyński – Pirat Klejbroda
- Jarosław Domin – Pan Tur
- Jacek Rozenek – Benedykt/Ojciec
- Robert Tondera – Toaletor
- Anna Sroka – Cree
- Cezary Kwieciński –
  - Chester,
  - Numer 60,
  - Jeden z członków sektora Z
- Leszek Zduń –
  - Sprzątacz,
  - Jeden z członków sektora Z
- Janusz Zadura – Tomuś
- Paweł Szczesny – Monty/Numer 0
- Elżbieta Bednarek –
  - Komputer,
  - Członkini sektora Z
- Krzysztof Szczerbiński – Jeden z członków sektora Z

## Odcinki
- Premiery odcinków w Polsce:
  - I seria pojawiła się 29 września 2003 roku,
  - II seria – podczas maratonu KND – 5 czerwca 2004 roku,
  - III seria – 7 marca 2005,
  - IV seria – w różnej kolejności, K.A.N.A.P.A. – 15 sierpnia, S.Z.A.F.A. – 16 sierpnia 2005, odcinek pierwszy – 5 września 2005 roku (2 odcinki wyemitowano prędzej: ),
  - odcinek świąteczny – 20 grudnia 2005 roku,
  - V seria – 4 września 2006 roku,
  - VI seria – w różnej kolejności, W.I.A.D.O.M.O.Ś.Ć. – 8 lipca 2007, odcinek pierwszy – 6 sierpnia 2007 roku
  - crossover z Billym i Mandy – Mroczne przygody Klanu na drzewie – premiera 19 stycznia 2008 roku w KND 60 o godz. 16:00,
  - odcinek pożegnalny – Operacja: W.Y.W.I.A.D. – premiera 20 stycznia 2008 roku w KND 60 o godz. 16:00,
  - film – Operacja: Z.E.R.O. – premiera 14 września 2008 roku w Kinie Cartoon Network o godz. 18:00.
- Odcinki 22-minutowe:

Ś.N.I.E.G. – pojawił się po raz pierwszy 22 marca 2006,
B.A.S.E.N. – pojawił się po raz pierwszy 24 marca 2006,
B.E.R.E.K. – pojawił się po raz pierwszy 21 października 2006,
w emisji pojawiły się prawie wszystkie 22-minutowe odcinki z VI serii.
- Serial ten był również emitowany w weekendowym, godzinnym bloku – KND 60.
- Cartoon Network emituje odcinki nie po kolei i pomija wszystkie epizody 22 minutowe.

### Operacja W.Y.W.I.A.D.
Jest to specjalny 45-minutowy odcinek serialu animowanego, z elementami fabularnymi i fantastycznymi. Jest to odcinek podsumowujący, który wiele wyjaśnia.
Cały odcinek opiera się na zdobyciu tortu Rozkosznej Gromadki. Ściga się o niego wiele złych charakterów i dwa oddziały KND. Trzeba zdobyć różne punktowane przedmioty, np.: Fajka Ojca. Nr 1 i w nagrodę odlatuje w kosmos, aby tam walczyć z tyranią dorosłych. Elementy filmu fabularnego występują, gdy Ojciec pyta KND (numery: 2, 3, 4, 5) o Numer 1. Pod koniec odcinka dowiadujemy się, że Numer 1 wrócił. Podczas opowiadań można także usłyszeć, że rodzice Nigela Uno także byli agentami KND.

## Dodatkowe informacje
Logo serialu wzorowano na logo Aniołków Charliego. Główna różnica to dodanie jeszcze dwóch postaci.

## Spis odcinków w komiksach
| n/o                                      | tytuł                          | rozwinięcie tytułu                                                                       | wersja językowa | numer wydania |
| ---------------------------------------- | ------------------------------ | ---------------------------------------------------------------------------------------- | --------------- | ------------- |
|                                          |                                |                                                                                          |                 |               |
| SERIA PIERWSZA „CARTOON NETWORK MAGAZYN” |                                |                                                                                          |                 |               |
|                                          |                                |                                                                                          |                 |               |
| 01                                       | Top Secret                     | brak                                                                                     | PL              | 02/2006       |
|                                          |                                |                                                                                          |                 |               |
| 02                                       | Operation: I.C.E.D. T.E.E.     | Ice Cream Ends Dirthy Tea Ends Expressful                                                | ANG             | 03/2006       |
|                                          |                                |                                                                                          |                 |               |
| 03                                       | Operacja: I.N.F.O.R.M.A.C.J.A. | Intymna Notka Formalna O Romantycznej Mocy A Całkiem Jasnej Argumentacji                 | PL              | 04/2006       |
|                                          |                                |                                                                                          |                 |               |
| 04                                       | Operacja: S.A.M.O.L.O.T.       | Samolot Albo Mapa Okolicy Lokalizująca Obecność Toalety                                  | PL              | 06/2006       |
|                                          |                                |                                                                                          |                 |               |
| 05                                       | Operacja: S.O.D.A.             | Smutne Oblicze Dorosłego Absurdu                                                         | PL              | 07-08/2006    |
|                                          |                                |                                                                                          |                 |               |
| 06                                       | Operation: S.U.M.M.E.R.        | Selling Unedible Munchies Makes Excellent Recreation                                     | ANG             | 09/2006       |
|                                          |                                |                                                                                          |                 |               |
| 07                                       | Operation: F.A.L.L.            | Friendly Allies Lure Losers                                                              | ANG             | 09/2006       |
|                                          |                                |                                                                                          |                 |               |
| 08                                       | Operation: B.R.O.I.L.E.D.      | Burgers Real Objective Is Lengthening Enemy’s Dentalwork                                 | ANG             | 10/2006       |
|                                          |                                |                                                                                          |                 |               |
| 09                                       | Operation: B.A.K.E.D.          | Big Awkward Kake Exterminates Delightfuls                                                | ANG             | 11/2006       |
|                                          |                                |                                                                                          |                 |               |
| 10                                       | Operacja: M.O.R.S.             | Mroźne Odpały Rąbniętego Szaleńca                                                        | PL              | 12/2006       |
|                                          |                                |                                                                                          |                 |               |
| 11                                       | Operation: W.I.N.T.E.R.        | Wickedly Irksome Nitwits Take Excruciating Ride                                          | ANG             | 12/2006       |
|                                          |                                |                                                                                          |                 |               |
| 12                                       | Operation: D.I.P.P.E.D.        | Dopey Insidious Perpetually Pestilent Enemies Dunked                                     | ANG             | 01/2007       |
|                                          |                                |                                                                                          |                 |               |
| 13                                       | Operation: S.P.R.I.N.G.        | Silly Pests Raygun Is No Good                                                            | ANG             | 03/2007       |
|                                          |                                |                                                                                          |                 |               |
| 14                                       | Operacja: D.Z.I.A.D.E.K.       | Delikatnie Zabierz I Awaryjnie Dorzuć Ewentualne Kosztowności                            | PL              | 05/2007       |
|                                          |                                |                                                                                          |                 |               |
| 15                                       | Operacja: H.A.R.C.E.R.Z.       | Harcerski Alternatywnie Radykalny Czasami Ewentualnie Rozrabiający Zespół                | PL              | 07-08/2007    |
|                                          |                                |                                                                                          |                 |               |
| 16                                       | Operacja: M.A.T.M.A.           | Momentami Astronomicznie Traumatyczne Matematyczne Akcje                                 | PL              | 11/2007       |
|                                          |                                |                                                                                          |                 |               |
| 17                                       | Operacja: W.E.S.T.E.R.N.       | Wielki Ekstra Super Terenowy Ekstrawagancki Rower Nowy                                   | PL              | 01.2008       |
|                                          |                                |                                                                                          |                 |               |
| 18                                       | Operacja: C.Z.E.K.O.L.A.D.A.   | Centralny Zakład Ekonomicznego Konstruowania Ogórkowych Lukrecji Analogicznych Do Anyżku | PL              | 04/2008       |
|                                          |                                |                                                                                          |                 |               |
| 19                                       | Operacja: M.L.E.C.Z.A.K.       | Mała Lekcja Ewolucji, Czyli Zębowa Akcja Klanu                                           | PL              | 05/2008       |
|                                          |                                |                                                                                          |                 |               |
| 20                                       | Operacja: H.O.P.               | Hola Osły Podskakujące                                                                   | PL              | 06/2008       |
|                                          |                                |                                                                                          |                 |               |
| 21                                       | Operacja: A.R.E.S.Z.T.         | Aresztowania Rozentuzjazmowanego Ekscesami Szkolnego Zwinnego Tłumu                      | PL              | 07-08/2008    |
|                                          |                                |                                                                                          |                 |               |
| 22                                       | Operacja: W.Ł.O.S.             | Wyjątkowo Łajdackiego Ogolenia Szczyt                                                    | PL              | 09/2008       |
|                                          |                                |                                                                                          |                 |               |
| 23                                       | Operacja: P.T.A.K.             | Pomoc Tajemniczego Agenta Konspirującego                                                 | PL              | 10/2008       |
|                                          |                                |                                                                                          |                 |               |
| 24                                       | Operacja: A.L.A.R.M.           | A Latający Agenci Radośnie Majstrują                                                     | PL              | 11/2008       |
|                                          |                                |                                                                                          |                 |               |
| 25                                       | Operacja: S.T.R.A.J.K.         | Stop Tyranii!! Razem Albo Jedzmy Kokosy                                                  | PL              | 01-02/2009    |
|                                          |                                |                                                                                          |                 |               |
| 26                                       | Operacja: M.U.R.               | Musimy Uwolnić Radość                                                                    | PL              | 01-02/2009    |
|                                          |                                |                                                                                          |                 |               |
| 27                                       | Operacja: H.A.K.               | Hola, Amatorzy Kryjówek                                                                  | PL              | 01-02/2009    |
|                                          |                                |                                                                                          |                 |               |

| n/o                                  | tytuł                          | rozwinięcie tytułu                                                       | powtórzenie z CN Magazynu |
| ------------------------------------ | ------------------------------ | ------------------------------------------------------------------------ | ------------------------- |
|                                      |                                |                                                                          |                           |
| SERIA DRUGA „CARTOON NETWORK KOMIKS” |                                |                                                                          |                           |
|                                      |                                |                                                                          |                           |
| CZĘŚĆ 1                              |                                |                                                                          |                           |
|                                      |                                |                                                                          |                           |
| 01                                   | Operacja: M.A.T.M.A.           | Momentami Astronomicznie Traumatyczne Matematyczne Akcje                 | TAK                       |
|                                      |                                |                                                                          |                           |
| 02                                   | Operacja: G.I.E.Ł.D.A.         | Gigantyczna Inwigilacja Ekonomicznego Ładu Dziecięcej Atmosfery          | NIE                       |
|                                      |                                |                                                                          |                           |
| 03                                   | Operacja: B.U.Ł.A.             | Bardzo Uważaj! Łakomstwo Atakuje                                         | NIE                       |
|                                      |                                |                                                                          |                           |
| 04                                   | Operacja: K.U.R.A.             | Kiepsko Ulokowany Rozum Atakujących                                      | NIE                       |
|                                      |                                |                                                                          |                           |
| 05                                   | Operacja: W.O.D.A.             | Wielkie Odwrócenie Działania Antyklanowego                               | NIE                       |
|                                      |                                |                                                                          |                           |
| 06                                   | Operacja: R.O.W.E.R.           | Reakcja Odwetowa Wobec Ekstremalnego Różu                                | NIE                       |
|                                      |                                |                                                                          |                           |
| 07                                   | Operacja: W.E.S.T.E.R.N.       | brak                                                                     | TAK                       |
|                                      |                                |                                                                          |                           |
| 08                                   | Operacja: P.U.K.               | Pukanie Uwściekla Krowę                                                  | NIE                       |
|                                      |                                |                                                                          |                           |
| 09                                   | Operacja: S.T.U.K.             | Starcie Trzeba Umieć Koordynować                                         | NIE                       |
|                                      |                                |                                                                          |                           |
| 10                                   | Operacja: C.H.L.U.P.           | Cwane Hultaje Lekko Umoczyły Przeciwnika                                 | NIE                       |
|                                      |                                |                                                                          |                           |
| 11                                   | Operacja: G.R.A.               | Gdy Ryzykujesz Awansujesz                                                | NIE                       |
|                                      |                                |                                                                          |                           |
| 12                                   | Operacja: K.L.O.P.S.           | brak                                                                     | NIE                       |
|                                      |                                |                                                                          |                           |
| 13                                   | Operacja: W.E.S.Z.             | Warto Eksplorować Szabrowane Zasoby                                      | NIE                       |
|                                      |                                |                                                                          |                           |
| 14                                   | Operacja: P.I.N.E.Z.K.A.       | Poniżanie Indywidualności Nie Egzemplifikuje Zbytnio Klawej Atmosfery    | NIE                       |
|                                      |                                |                                                                          |                           |
| 15                                   | Operacja: G.A.F.A.             | Gwałtowny Atak Fali Antyperystaltycznej                                  | NIE                       |
|                                      |                                |                                                                          |                           |
| 16                                   | Operacja: H.A.R.C.E.R.Z.       | Harda Akcja Ratowania Cudownie Egzotycznych Rodzajów Zwierząt            | TAK                       |
|                                      |                                |                                                                          |                           |
| 17                                   | Operacja: Ś.N.I.E.G.           | Świrnięty Naukowiec I Ekscentryczna Gromadka                             | TAK                       |
|                                      |                                |                                                                          |                           |
| 18                                   | Operacja: B.U.R.G.E.R.         | Bardzo Udana Rozgrywka – Grabieżców Elastyczne Rozdziawienie             | NIE                       |
|                                      |                                |                                                                          |                           |
| 19                                   | Operacja: S.O.D.A.             | Smutne Oblicze Dorosłego Absurdu                                         | TAK                       |
|                                      |                                |                                                                          |                           |
| 20                                   | Operacja: S.O.S.               | Sprytne Odegranie Się                                                    | NIE                       |
|                                      |                                |                                                                          |                           |
| 21                                   | Operacja: I.N.F.O.R.M.A.C.J.A. | Intymna Notka Formalna O Romantycznej Mocy A Całkiem Jasnej Argumentacji | TAK                       |
|                                      |                                |                                                                          |                           |